# Марковский сельсовет (Курская область)
Марковский сельсовет — сельское поселение в Глушковском районе Курской области Российской Федерации.
Административный центр — село Дроновка.

## История
Статус и границы сельского поселения установлены Законом Курской области от 21 октября 2004 года № 48-ЗКО «О муниципальных образованиях Курской области».

## Население
| 2002 | 2010  | 2012  | 2013  | 2014 | 2015 | 2016 |
| ---- | ----- | ----- | ----- | ---- | ---- | ---- |
| 883  | ↗1148 | ↘1082 | ↘1047 | ↘980 | ↘952 | ↘931 |
| 2017 | 2018  | 2019  | 2020  | 2021 |      |      |
| ↘911 | ↘871  | ↘845  | →845  | ↗958 |      |      |

## Состав сельского поселения
| № | Населённый пункт | Тип населённого пункта       | Население |
| - | ---------------- | ---------------------------- | --------- |
| 1 | Дроновка         | село, административный центр | ↘154      |
| 2 | Кабановка        | деревня                      | ↘50       |
| 3 | Колодежи         | деревня                      | ↘91       |
| 4 | Марково          | село                         | ↘520      |
| 5 | Неониловка       | село                         | ↘115      |
| 6 | Самарка          | село                         | ↘61       |
| 7 | Урусы            | деревня                      | ↘114      |
| 8 | Ходейково        | село                         | ↘43       |

## Археология
Около села Марково выявлено скопление памятников раннего железного века — три селища Марково 1–3 в пойме и первой надпойменной террасе Сейма. Среди керамического материала присутствует небольшое количество специфических находок, определенно характеризующих группу круга типа Харьевка (самый восточный локальный вариант зарубинецкой культуры), относящуюся к латенизированному кругу древностей (кельтская вуаль) позднеримского времени (II век до н. э. — I век н. э.), которая известна по памятникам Сумщины. Кроме керамики нашли глиняные пряслица, два фрагмента железных ножей с прямой спинкой и фрагмент железной бритвы. Датирующими находками материалов типа Харьевка являются 10 фрагментов античных амфор (сер. III в. до н. э. — нач. I в. н. э.) из культурного слоя.